# Дитрих III фон Изенбург
Дитрих III фон Изенбург „Млади“ (на немски: Dietrich III von Isenburg; † сл. 1273) от фамилията Изенберг, е господар на Изенбург-Кемпених.

## Произход
Той е син на Салентин I фон Изенбург († ок. 1219) и внук на Ремболд фон Изенбург-Кемпених († ок. 1220) и съпругата му Хедвиг фон Кемпених.

## Фамилия
Дитрих III се жени за Юта фон Меренберг († 1263), дъщеря на Конрад фон Меренберг, господар на Меренберг и Глайберг († сл. 1256) и съпругата му Гуда († сл. 1233). Те имат децата:
- Салетин II фон Изенбург и Кемпених († сл. 1297), женен за Агнес фон Рункел († 1316)
- Конрад († сл. 1287), каноник в Кьолн (1266 – 1287)
- Херман († сл. 1273)
- Мехтилд († ноември 1297), монахиня във Вюлферсберг (1250), абатиса в Нотулн (1277 – 1297)